# Liste der Biografien/Bale
Liste der Biografien |
Portal Biografien |
Personensuche
# |
A |
B |
C |
D |
E |
F |
G |
H |
I |
J |
K |
L |
M |
N |
O |
P |
Q |
R |
S |
T |
U |
V |
W |
X |
Y |
Z |
?
 
Ba |
Be |
Bd |
Bg |
Bh |
Bi |
Bj |
Bl |
Bm |
Bn |
Bo |
Br |
Bs |
Bu |
Bw |
By |
Bz
 
Baa |
Bab |
Bac |
Bad |
Bae |
Baf |
Bag |
Bah |
Bai |
Baj |
Bak |
Bal |
Bam |
Ban |
Bao |
Bap |
Baq |
Bar |
Bas |
Bat |
Bau |
Bav |
Baw |
Bax–Baz
 
Bala |
Balb |
Balc |
Bald |
Bale |
Balf |
Balg |
Balh |
Bali |
Balj |
Balk |
Ball |
Balm |
Baln |
Balo |
Balp |
Balq |
Bals |
Balt |
Balu |
Balv |
Balw |
Baly |
Balz
Die Liste der Biografien führt alle Personen auf, die in der deutschsprachigen Wikipedia einen Artikel haben. Dieses ist eine Teilliste mit 96 Einträgen von Personen, deren Namen mit den Buchstaben „Bale“ beginnt.

## Bale
- Bale, Alanna (* 1991), kanadische Schauspielerin und Synchronsprecherin
- Bale, Alice Marian Ellen (1875–1955), australische Malerin
- Bale, Christian (* 1974), britisch-US-amerikanischer SchauspielerChristian Bale (* 1974)

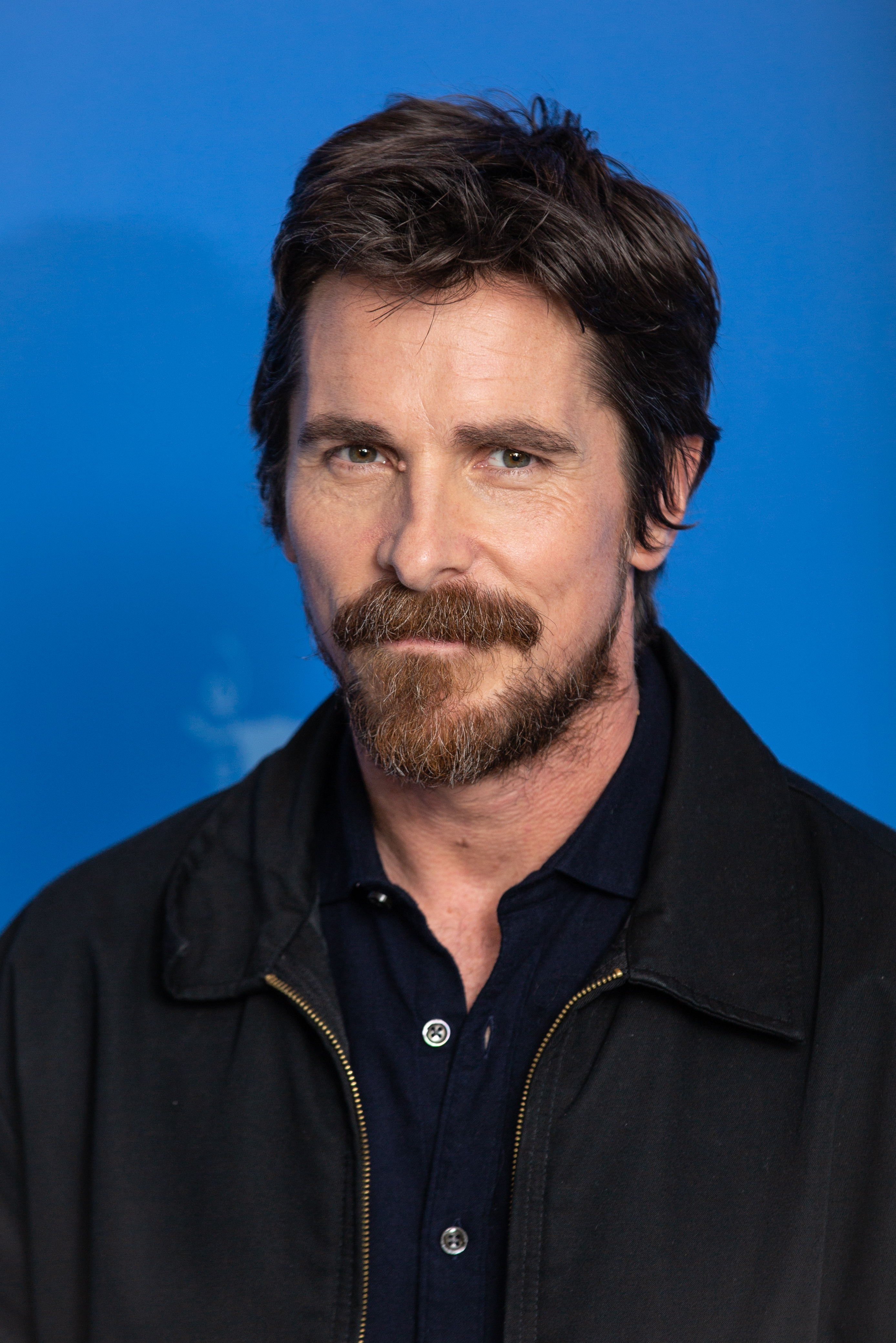
Christian Bale (* 1974)

- Bale, Christopher (* 1982), walisischer Fußballspieler
- Bale, Emma (* 1999), belgische Popsängerin
- Bale, Gareth (* 1989), walisischer Fußballspieler
- Bale, John (1495–1563), englischer Geistlicher und Dramatiker
- Bale, Lan (* 1969), südafrikanischer Tennisspieler

### Balea
- Bălean, Rareș (* 1997), rumänischer Volleyballspieler

### Baleb
- Baleba, Carlos (* 2004), kamerunischer Fußballspieler

### Balec
- Balechou, Jean-Joseph (1715–1765), französischer Kupferstecher

### Balei
- Baleiro, André (* 1989), portugiesischer Opern-, Konzert- und Liedsänger der Stimmlage Bariton
- Baleison, Giovanni, italienischer Maler
- Baleišytė, Olivija (* 1998), litauische Radsportlerin

### Balej
- Balej, František (1873–1918), tschechischer Jurist, Übersetzer und humanistischer Philosoph
- Balej, Jozef (* 1982), slowakischer Eishockeyspieler

### Balek
- Balek, Antonija (* 1968), kroatische Behindertensportlerin in der Leichtathletik
- Balek, Christian (* 1974), österreichischer Grasskiläufer
- Balek, Markus (* 1985), deutscher Künstler
- Balek, Nico (* 1992), österreichischer Grasskiläufer
- Baleke, Jakob Heinrich (1731–1778), deutscher Politiker, Bürgermeister von Rostock

### Balel
- Balel, Mustafa (* 1945), türkischer Schriftsteller

### Balem
- Balemann, Adolph Friedrich (1743–1826), deutscher Pastor und Konsistorialassessor
- Balemann, Adolph Friedrich (1806–1876), deutscher Pastor und Propst
- Balemann, Friedrich (1645–1712), deutscher Landrichter und Minister
- Balemann, Georg Gottlob (1735–1815), Reichskammergerichtsassessor
- Balemann, Georg Ludwig (1787–1866), deutscher Jurist und Politiker
- Balemann, Heinrich (1580–1645), Ratsherr der Hansestadt Lübeck
- Balemann, Heinrich (1643–1693), deutscher Jurist und Lübecker Ratsherr
- Balemann, Heinrich (1677–1750), deutscher Jurist und Bürgermeister der Hansestadt Lübeck
- Balemann, Heinrich Diedrich (1703–1768), Jurist und Lübecker Bürgermeister
- Balemann, Hinrich (1609–1656), deutscher Jurist und Ratssekretär der Hansestadt Lübeck
- Balemann, Hinrich (1692–1761), Superintendent und Konsistorialrat

### Balen
- Balen, Alfred (1930–1986), kroatisch-deutscher Wasserball-Trainer
- Balen, Bas van (* 1954), niederländischer Ornithologe
- Balen, Hendrik van der Ältere († 1632), flämischer Maler und Glasmaler
- Balen, Željko (* 1990), kroatischer Fußballspieler
- Balen-Blanken, Nelly van (1917–2008), niederländische Hochspringerin
- Balena, Draga (* 1947), österreichische Komponistin, Sängerin und Texterin
- Balenciaga, Cristóbal (1895–1972), spanischer Modedesigner der Haute Couture
- Balenciaga, Erik (* 1993), spanischer Handballspieler
- Balent, Jim, US-amerikanischer Comiczeichner
- Balenziaga, Mikel (* 1988), spanischer Fußballspieler

### Baler
- Balerdi, Leonardo (* 1999), argentinischer FußballspielerLeonardo Balerdi (* 1999)

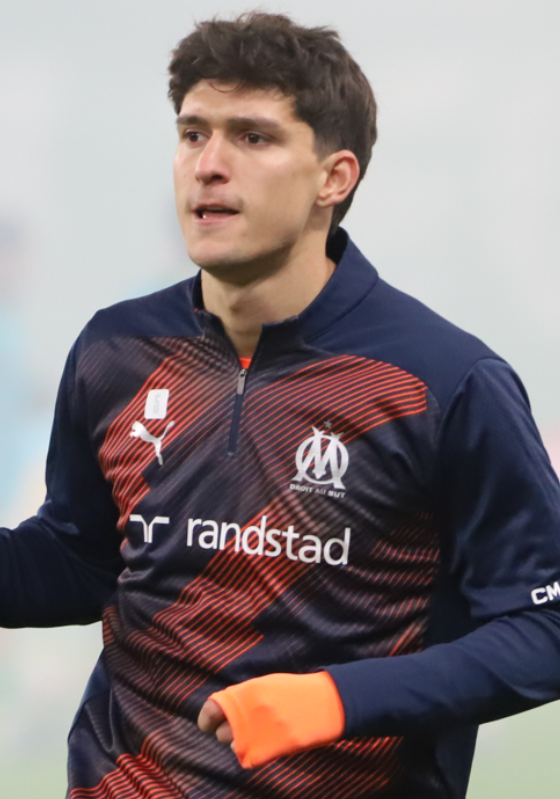
Leonardo Balerdi (* 1999)

- Balerio, Julio (1958–2013), uruguayisch-peruanischer Fußballspieler und Trainer

### Bales
- Bales, Alison (* 1985), US-amerikanische Basketballspielerin
- Bales, Burt (1917–1989), US-amerikanischer Jazz-Stride Pianist
- Bales, Gerald (1919–2002), kanadischer Organist, Pianist, Komponist, Chorleiter und Musikpädagoge
- Bales, Kevin (* 1952), US-amerikanischer Soziologe und Sklavereiexperte
- Bales, Kevin (* 1967), amerikanischer Jazzmusiker (Piano, Komposition)
- Bales, Lisa (* 1990), deutsche Schauspielerin, Autorin, Tanzpädagogin und Synchronsprecherin
- Bales, Marcia (* 1953), US-amerikanische Computerspieldesignerin und Drehbuchautorin
- Bales, Mike (* 1971), kanadischer Eishockeyspieler
- Bales, Robert Freed (1916–2004), US-amerikanischer Sozialpsychologe
- Bales, Roger (* 1948), englischer Snookerspieler
- Bales, Steve (* 1942), US-amerikanischer Raumfahrt-Ingenieur bei der NASA und Flight Controller
- Bales, Ute (* 1961), deutsche Schriftstellerin
- Bălescu, Radu (1932–2006), belgischer Physiker
- Balesina, Tamara Iossifowna (1913–2010), sowjetische bzw. russische Mikrobiologin
- Balestieri, José Jovêncio (1939–2023), brasilianischer Ordensgeistlicher und römisch-katholischer Bischof von Rio do Sul
- Balestra, Antonio (1666–1740), italienischer Maler
- Balestra, Demetrio (1902–1988), Schweizer Notar und Oberst
- Balestra, Dino (* 1947), Schweizer Manager und Schriftsteller
- Balestra, Giovanni (1774–1842), italienischer Kupferstecher
- Balestra, Luigi (1873–1970), Schweizer Politiker (CVP)
- Balestra, Piero (1904–1956), Schweizer Notar und Brigadier
- Balestra, Pietro, italienischer Bildhauer
- Balestra, Pietro (1935–2005), Schweizer Wirtschaftswissenschaftler
- Balestra, Renato (1924–2022), italienischer Modedesigner und Unternehmer
- Balestra, Sandy (* 1975), Schweizer Pornodarstellerin und Politikerin
- Balestra, Serafino (1831–1886), Schweizer Priester, Archäologe und Erzieher von Gehörlosen
- Balestrat, Dianne (* 1956), australische Tennisspielerin
- Balestre, Jean-Marie (1921–2008), französischer Sportfunktionär, Präsident verschiedener Automobil-Verbände
- Balestrero, Ettore (* 1966), italienischer römisch-katholischer Geistlicher, Erzbischof und Diplomat des Heiligen Stuhls
- Balestrero, Renato (1898–1948), italienischer Automobilrennfahrer
- Balestri, Andrea (* 1963), italienischer Kinderschauspieler
- Balestrieri, Enzo (* 1952), italienischer Regisseur
- Balestrieri, Tommaso (* 1720), italienischer Geigenbaumeister
- Balestrini, Nanni (1935–2019), italienischer Schriftsteller und radikaler politischer Aktivist
- Balestrini, Nassim (* 1966), deutsche Amerikanistin
- Balestro, Lorenzo (* 1954), italienischer Fußballspieler

### Balet
- Balet, Estelle (1994–2016), Schweizer Freeride-Sportlerin
- Balet, Gabriel Régis (1930–1989), Schweizer römisch-katholischer Ordensgeistlicher, Bischof von Moundou
- Balet, Jan (1913–2009), deutsch-US-amerikanischer Maler, Grafiker und Illustrator
- Balet, Leo (1878–1965), niederländischer Musikwissenschaftler und Kunsthistoriker
- Balete, Danilo S. (1960–2017), philippinischer Zoologe und Biologe
- Balette, Peter (* 1961), belgischer Fußballtrainer und -funktionär

### Balev
- Baleva, Martina (* 1972), Kunsthistorikerin
- Balevski, Vančo (* 1947), jugoslawischer Fußballspieler

### Balew
- Balew, Birhanu (* 1996), bahrainischer Langstreckenläufer äthiopischer Herkunft
- Balewa, Abubakar Tafawa (1912–1966), nigerianischer Politiker und Schriftsteller
- Balewski, Angel (1910–1997), bulgarischer Politiker und Ingenieur
- Balewski, Kurt (* 1958), deutscher Fußballspieler

### Baley
- Baley, Héctor (* 1950), argentinischer Fußballspieler
- Baley, Stefan (1885–1952), polnischer Psychologe, Arzt und Pädagoge

### Balez
- Baležentis, Alvydas (* 1949), litauischer Politiker